# Norbert Juračka
Norbert Juračka (* 3. ledna 1970) je bývalý slovenský fotbalista, brankář.

## Fotbalová kariéra
Hrál za Duklu Banská Bystrica, FC Baník Ostrava, Artmedii Petržalka, 1. FC Košice a ŠK Kremnička. V československé lize nastoupil ve 111 utkáních, dokonce jednou skóroval z pokutového kopu (9. prosince 1990 zvyšoval na konečných 4:1 v banskobystrickém zápase Dukly s Hradcem Králové). Ve slovenské lize nastoupil ve 143 utkáních, z nichž 130 bylo za Duklu Banská Bystrica, v české lize 33 utkání za Baník Ostrava. V evropských pohárech nastoupil ve 2 utkáních. Za reprezentaci do 18 let nastoupil v 1 utkání, za reprezentaci do 21 let ve 24 utkáních a za olympijský tým v 1 utkání. Byl členem reprezentace do 20 let na mistrovství světa 1989 v Saúdské Arábii, ale do hry nezasáhl. Po skončení aktivní kariéry se stal trenérem brankářů v Dukle Banská Bystrica a trenérem ŠK Kremnička.

## Ligová bilance
| Ročník                                   | Zápasy | Góly | Klub                     |
| ---------------------------------------- | ------ | ---- | ------------------------ |
| 1. československá fotbalová liga 1988/89 | 24     | 0    | Dukla Banská Bystrica    |
| 1. československá fotbalová liga 1989/90 | 27     | 0    | Dukla Banská Bystrica    |
| 1. československá fotbalová liga 1990/91 | 30     | 1    | Dukla Banská Bystrica    |
| 1. československá fotbalová liga 1991/92 | 30     | 0    | Dukla Banská Bystrica    |
| Corgoň liga 1993/94                      | 31     | 0    | Dukla Banská Bystrica    |
| Corgoň liga 1994/95                      | 16     | 0    | Dukla Banská Bystrica    |
| 1. česká fotbalová liga 1994/95          | 14     | 0    | FC Baník Ostrava         |
| 1. česká fotbalová liga 1995/96          | 19     | 0    | FC Baník Ostrava         |
| Corgoň liga 1996/97                      | 7      | 0    | 1. FC Košice             |
| Corgoň liga 1996/97                      | 6      | 0    | Artmedie Petržalka       |
| Corgoň liga 1996/97                      | 15     | 0    | FK Dukla Banská Bystrica |
| Corgoň liga 1997/98                      | 30     | 0    | FK Dukla Banská Bystrica |
| Corgoň liga 1998/99                      | 27     | 0    | FK Dukla Banská Bystrica |
| Corgoň liga 1999/00                      | 11     | 0    | FK Dukla Banská Bystrica |
| CELKEM                                   | 287    | 1    |                          |